# O̲
Cette page contient des caractères spéciaux ou non latins. S’ils s’affichent mal (▯, ?, etc.), consultez la page d’aide Unicode.
O̱, ou O trait souscrit ou O souligné, est un graphème utilisé dans l’écriture du yagua, du goemai, de l’oneida, du sekani, ou dans l’Orthographe des langues du Gabon et le Rapidolangue. Il s’agit de la lettre O diacritée d'un trait souscrit ; trait qui peut s'associer à celui que peut comporter la lettre précédente ou suivante comme si elles étaient soulignées d'un seul trait. Il n’est pas à confondre avec le O macron souscrit ‹ O̱, o̱ ›.

## Utilisation
En goemai, ‹ o̲ › représente une voyelle mi-ouverte postérieure arrondie /ɔ/..
En yagua, le O souligné ‹ o̲ › est utilisé pour représenter le O nasalisé.
L’Orthographe des langues du Gabon de 1999 recommande d’utiliser le O souligné pour transcrire le son /ɔ/, remplaçant le ‹ ɔ › de l’Alphabet scientifique des langues du Gabon de 1989.
Le système Rapidolangue, aussi utilisé au Gabon, utilise le O souligné pour transcrire le son /ɔ/.
En oneida, ‹ o̲ › représente la forme murmurée de la même voyelle que ‹ o ›, c’est-à-dire une voyelle mi-fermée postérieure arrondie murmurée.

## Représentations informatiques
Le O souligné peut être représenté avec les caractères Unicode suivants (commandes C0 et latin de base, diacritiques) :
| formes    | représentations | chaînes de caractères | points de code | descriptions                                         |
| --------- | --------------- | --------------------- | -------------- | ---------------------------------------------------- |
| capitale  | O̲               | O◌̲                    | U+004F U+0332  | lettre majuscule latine o diacritique trait souscrit |
| minuscule | o̲               | o◌̲                    | U+006F U+0332  | lettre minuscule latine o diacritique trait souscrit |